# Wulfila ventralis
Wulfila ventralis är en spindelart som beskrevs av Banks 1906. Wulfila ventralis ingår i släktet Wulfila och familjen spökspindlar. Inga underarter finns listade i Catalogue of Life.